# Gagea gageoides
Gagea gageoides là một loài thực vật có hoa trong họ Liliaceae. Loài này được (Zucc.) Vved. miêu tả khoa học đầu tiên năm 1932.